# Brasil Paralelo
Brasil Paralelo és el nom comercial de l'empresa brasilera Brasil Paralelo Entretenimento e Educação S/A, fundada el 2016 a la ciutat de Porto Alegre. És una productora audiovisual que exhibeix el seu contingut per internet, en canals com YouTube i plataformes d'streaming de pagament. Els continguts emesos tracten temes polítics, històrics i d'actualitat, enquadrant-se en l'ala conservadora liberal dels mitjans de comunicació del país.

## Història

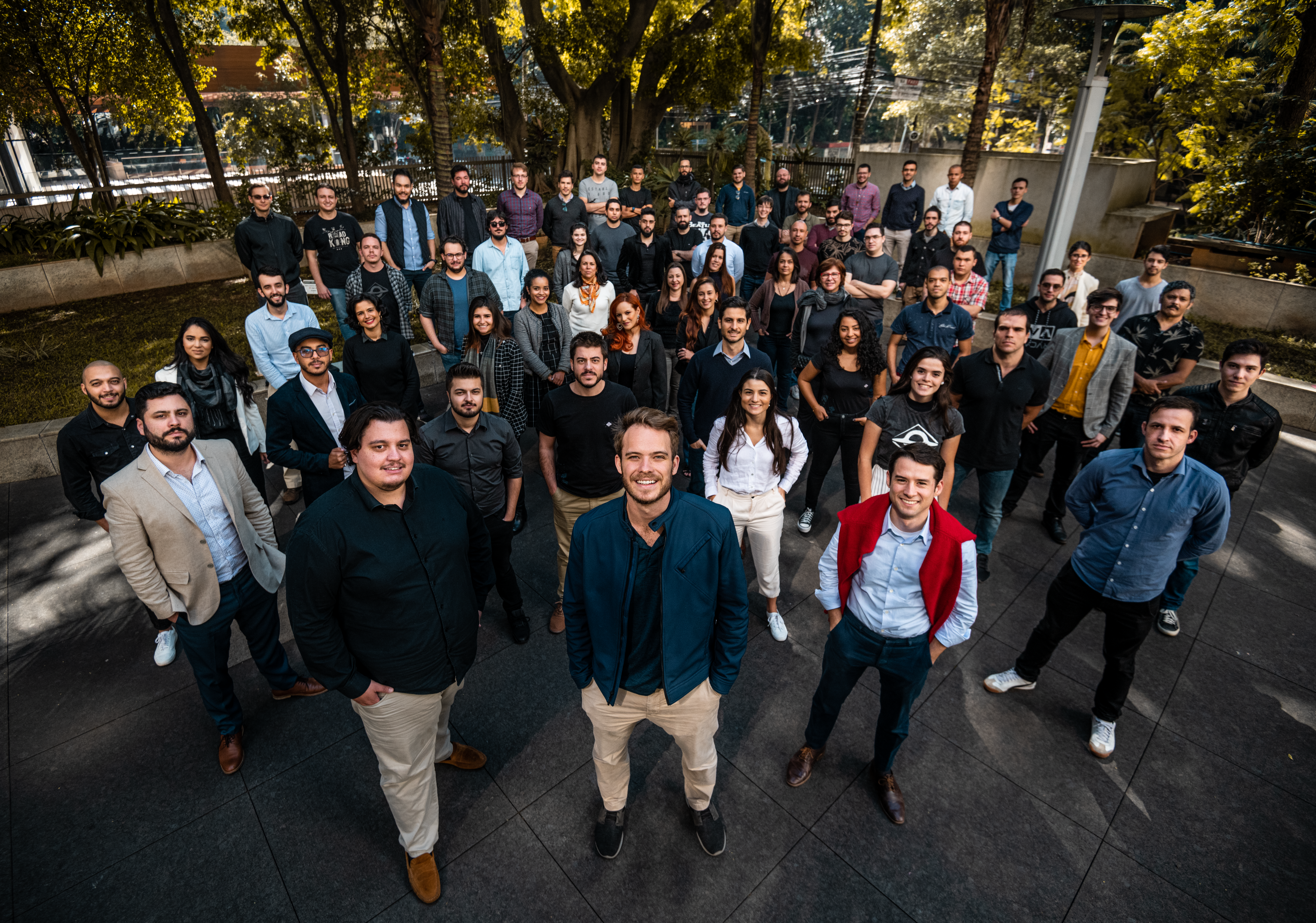
Al capdavant, els tres fundadors de Brasil Paralelo: Ferrugem (e.), Valerim (c.) i Viana (d.).

A mitjans de la dècada del 2010, es va viure un repunt de l'anomenada "nova dreta brasilera", coincidint amb la reelecció de la Presidenta Dilma Rousseff. Lucas Ferrugem, Henrique Viana i Filipe Valerim, tres joves gaúchos antics alumnes de l'ESPM (Escola Superior de Publicitat i Màrqueting), van crear la Brasil Paralelo el 9 d'agost de 2016. En paraules de Valerim, la situació política al Brasil va «despertar la consciència política i un sentiment de revolta contra la majoria de la població».
El nom i el logotip de l'empresa (que simbolitza un forat negre) estan inspirats en la pel·lícula Interstellar. Amb aquesta tria, es pretenia fer palesa la distància entre la seva línia editorial i les polítiques seguides pel govern petista i amb la línia de pensament de bona part dels mitjans de comunicació, a qui Brasil Paralelo titlla d'esquerrans.
L'empresa ha informat que la seva única font d'ingressos són les subscripcions de pagament, que donen accés a continguts premium als usuaris abonats. En canvi, investigacions independents han posat en dubte aquesta versió. Per exemple, Le Monde Diplomatique va destapar que havia tingut accés a finançament aliè i es va veure afavorida en l'obtenció de recursos de per part de l'Agència Nacional de Cinema.
Amb raó de procés de destitució de Dilma Rousseff el 2016, la productora va llançar un film documental amb declaracions de 88 personalitats favorables a la decisió. La cinta va ser estrenada el març de 2017 en cinemes de São Paulo i Porto Alegre i, tot seguit, van tenir lloc sengles col·loquis amb presència de membres de la productora. Aquesta va ser la primera aparició pública de l'entitat.
Durant la campanya electoral de les eleccions presidencials de 2018, la productora va ser responsable de difondre diversos vídeos amb fake news, com els que posaven en dubte la fiabilitat de les urnes electròniques emprades en els comicis i van generar soroll mediàtic especulant sobre un probable frau electoral. Quan es va descobrir aquest fet, algunes plataformes que distribuïen els vídeos de la companyia van decidir suspendre'n l'emissió.
L'any 2019, en el primer any de Jair Bolsonaro com a cap de l'executiu brasiler, Brasil Paralelo va signar un acord per difondre nou contingut a la TV Escola, un canal vinculat al Ministeri d'Educació. La sèrie Brasil, a última cruzada, estrenada en aquest canal, va rebre fortes crítiques, com les emeses per l'Associació Nacional d'Història, que va catalogar-la de «campanya publicitària ideològica per part d'un grup extremista, que difonia versions enganyoses i negacionistes sense suport historiogràfic».
A mitjans de 2020, la productora es va posicionar públicament com a membre de les «tropes de xoc digital del President». La companyia gaudia d'una posició privilegiada en l'accés al gabinet i altres personalitats properes al govern, com es va constatar durant la presa de possessió del càrrec de President de Jair Bolsonaro. Durant una investigació al Congrés Nacional, el 2021, es va demanar la investigació dels comptes de Brasil Paralelo i altres mitjans afins, responsables de l'emissió de fake news en suport de les polítiques bolsonaristes; proposta rebutjada posteriorment pel jutge degà del Tribunal Suprem.

## Produccions
Diversos documentals produïts per Brasil Paralelo han rebut crítiques pel seu marcat biaix ideològic o per difondre idees o conceptes anacrònics o revisionistes. Entre les sèries i capítols publicats, han destacat:

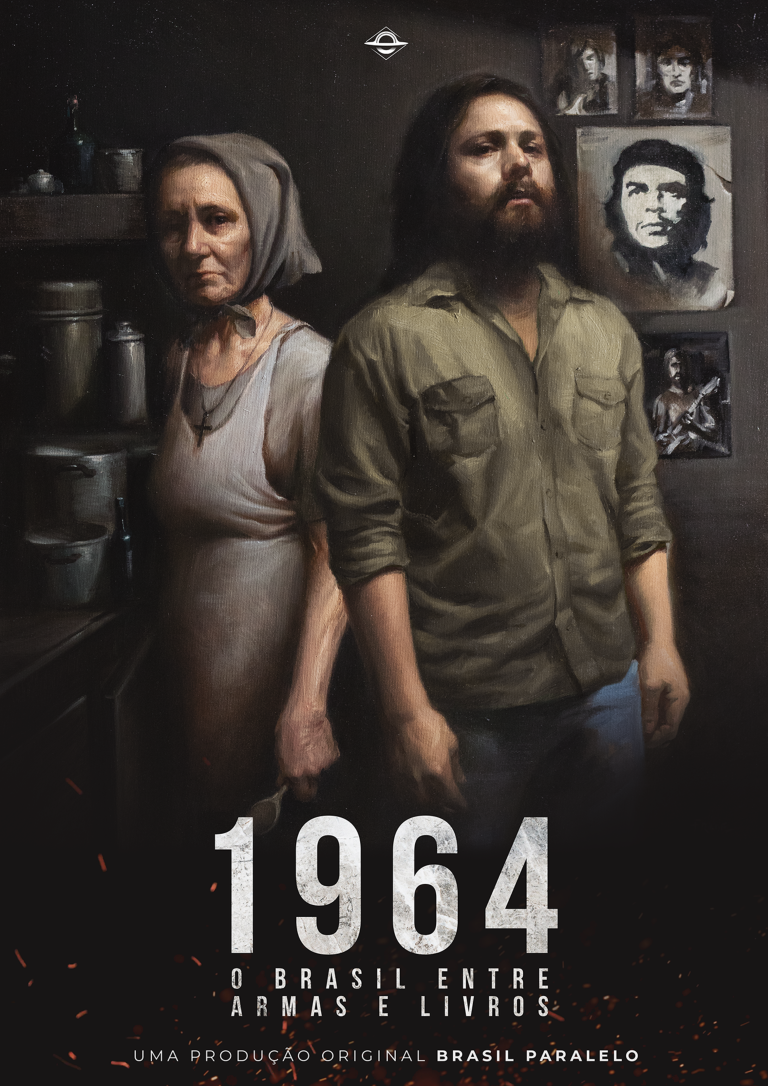
Cartell del documental 1964 - O Brasil entre Armas e Livros.

- Congresso Brasil Paralelo (2016): una col·lecció de documentals amb entrevistes amb ideòlegs de la dreta ultraconservadora nacional, com Olavo de Carvalho, Janaina Paschoal, Luiz Philippe de Orléans e Bragança, Lobão, Joice Hasselmann o Jair Bolsonaro.[20]
- Brasil: A última cruzada (2017): considerada pels especialistes com revisionisme històric en un format dirigit a infants en edat escolar.[21]
- Pátria educadora: A trilogia (2018): tres capítols en que es va criticar les teories educatives de Paulo Freire.[22]
- 1964: O Brasil entre armas e livros (2019): l'estrena en cinemes d'aquest documental va haver de ser suspesa, al saber-se que el documental blanquejava la dictadura militar (1964-1985) i posa en dubte la repressió, persecució i tortures en aquella etapa.[23]
- Os donos da verdade (2020): en aquesta producció es va defensar l'exministre d'educació Abraham Weintraub, que havia fet diverses declaracions fora de to, amenaçant els membres del Tribunal Suprem,[24] fent comentaris racistes contra els xinesos en la primera etapa de la pandèmia de Covid,[25] i posicionant-se contra els drets dels pobles indígenes i contra les mesures de discriminació positiva al país.[26]
- 7 denúncias: as consequências do caso Covid-19 (2020): documental contrari a les mesures de distanciament social aplicades a la majoria de països en la lluita contra la Covid i donant suport a les mesures alternatives proposades pel govern Bolsonaro.[7]
- Cortina de Fumaça (2021): reportatge en defensa de l'agronegócio (megaempreses del sector agropecuari que tenen un gran poder econòmic i també polític al Brasil), donant validesa a les teories negacionistes del canvi climàtic i acusant als partits d'esquerra d'instrumentalitzar la qüestió indígena.[27][28]

## Crítiques a Wikipédia

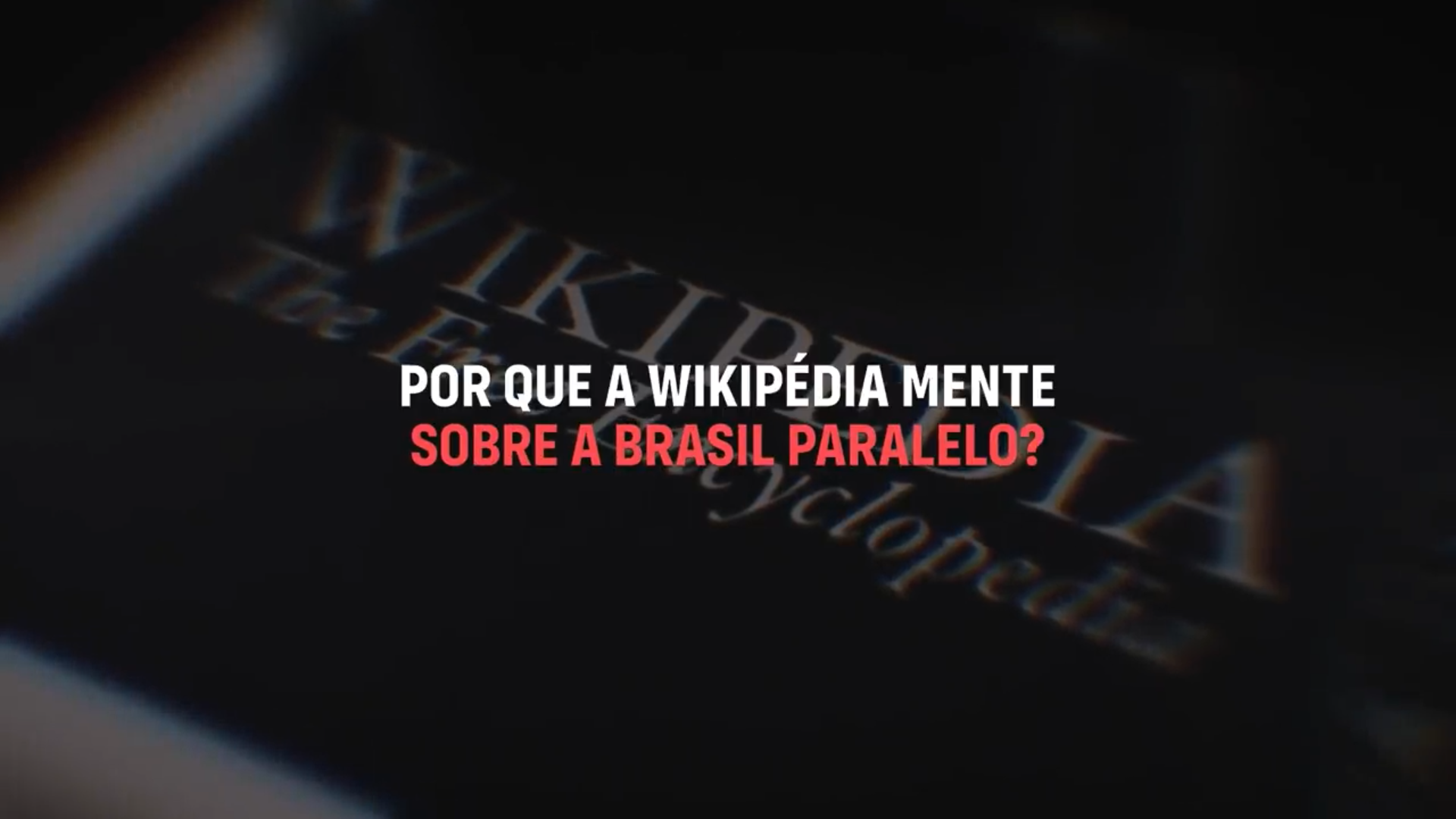
Captura d'un vídeo de la productora carregant contra la Viquipèdia en portuguès ("Per què la Wikipédia menteix sobre la Brasil Paralelo?").

El setembre de 2020, un advocat de l'empresa va sol·licitar, en la pàgina de discussió de l'entrada de Brasil Paralelo a Wikipédia –la versió en portuguès de la Viquipèdia–, que se'n modifiqués el contingut i va suggerir substituir-lo per una versió proporcionada per la mateixa entitat, qui entenia que l'article portava informacions allunyades de la veritat i que havien estat redactades per denigrar la imatge de l'empresa. Segons aquest, Brasil Paralelo és «absolutament independent, apartidista, desproveït de qualsevol biaix ideològic». Lucas Ferrugem, un dels fundadors de l'empresa, va qualificar l'entrada com «absurda i difamatòria» i va explicar que la productora havia intentat participar en la pàgina de la Wikipédia, però que «ja no podia editar, corregir informació o afegir noves fonts» i per això el seu despatx legal hauria entrat en escena. El fet és que les contínues guerres d'edicions havien dut als administradors a incrementar els requisits mínims pels usuaris que contribuïssin en l'article. Henrique Viana, un altre fundador de l'empresa, va declarar «la pàgina de la Viquipèdia sobre Brasil Paralelo s'ha convertit en un dipòsit de notícies falses i narratives ideològiques», al temps que defensava la independència de la seva empresa.
L'octubre de 2020, la productora va presentar una demanda contra la Fundació Wikimedia per danys morals, a més de demanar que s'investigués a un editor particular. El procés va ser desestimat el març de 2022.
El 15 de febrer de 2021, la productora va emetre un comunicat rebutjant les crítiques de professors d'història i periodistes que classificaven l'empresa d'extrema dreta, antiintel·lectualista, negacionista, ciberactivista, mil·lenarista i revisionista.
En una entrevista que els tres fundadors van fer al podcast Inteligência Ltda., Viana va informar que es van posar en contacte amb col·laboradors de la Viquipèdia i amb una consultora per entendre millor la dinàmica de la Viquipèdia i que, des de llavors, haurien començat a aportar noves descripcions i referències per alterar la informació que ells consideraven inadequada. Segons el trio fundador, les dades citades a la Viquipèdia van generar desconfiança en el seu públic, problemes per aconseguir nous entrevistats i fins i tot dificultats contractuals amb les companyies de distribució de continguts. A l'entrevista, l'empresa també informa que es van realitzar "millores" a l'article per intervenció explícita d'un editor, aconseguint que l'empresa hi aparegués millor retratada, però que l'article encara estaria "lluny de ser ideal".